# Dschordan

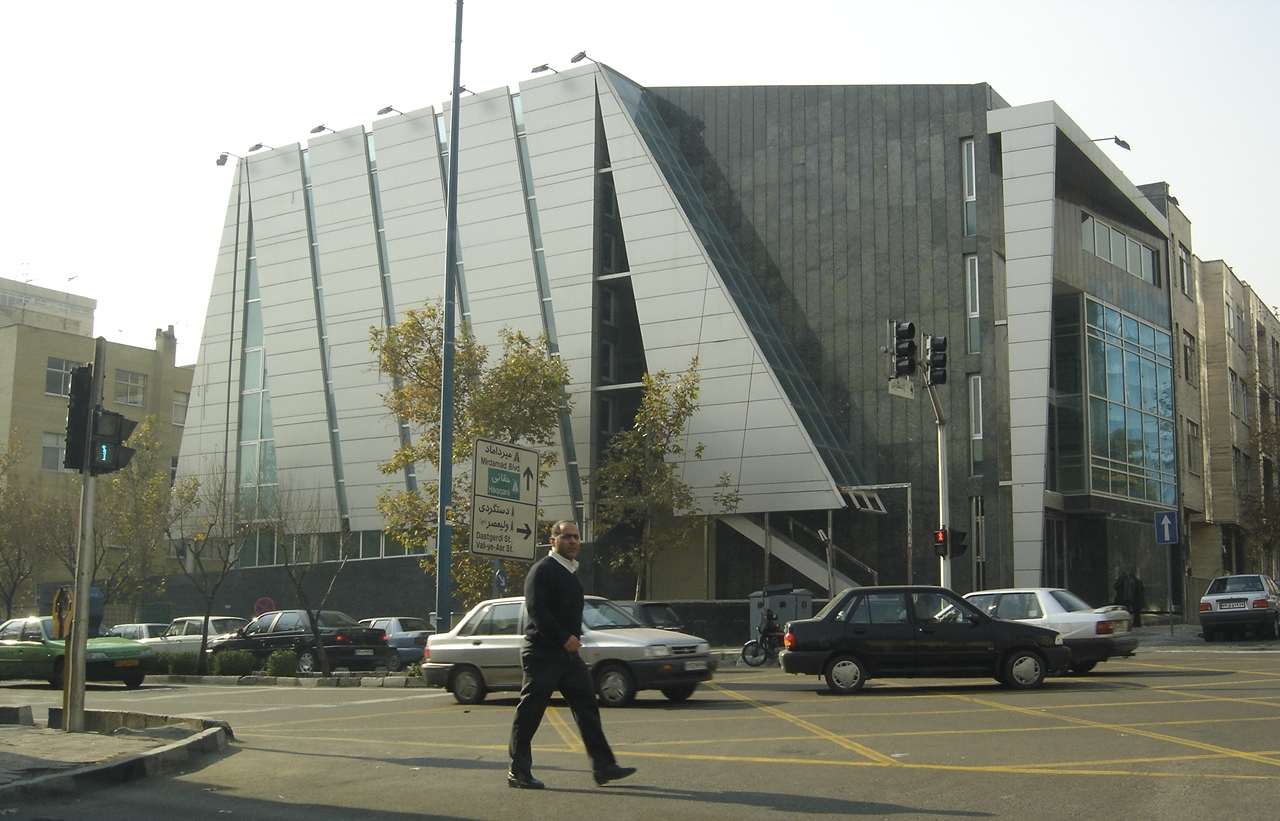
Gebäude in der Africa Blvd.

Jordan (persisch ﺟﺮﺩﻥ) ist ein Stadtteil im Norden von Teheran. Der Name Jordan geht auf Samuel M. Jordan zurück, den Gründer und Leiter des American College of Tehran von 1910 bis 1940 (heute Alborz College). 
Im Zentrum des Stadtteils, etwas östlich der Valiasr-Straße,  befindet sich die ehemals gleichnamige Straße. Nach der Islamischen Revolution wurde sie in Africa Boulevard umbenannt, dennoch wird der ehemalige Name immer noch häufig verwendet. 
Jordan gehört zu den gehobenen Wohnvierteln der Stadt. Man findet hier zahlreiche Einkaufszentren, Boutiquen, Floristen, Restaurants, Cafés und Kunstgalerien. Unter der Teheraner Jugend bildet der stark befahrene Africa Boulevard mit seinen Staus einen beliebten Treffpunkt. 
In Jordan befinden sich zahlreiche Botschaften, wie die von Spanien, Polen, Mexiko, Uruguay und mehreren arabischen Staaten.